# Tanaissus danica
Tanaissus danica is een naaldkreeftjessoort uit de familie van de Tanaissuidae. De wetenschappelijke naam van de soort is voor het eerst geldig gepubliceerd in 1910 door Hansen.